# Blackall, Queensland
Blackall este o localitate în statul Queensland, Australia.